# خط میناتومیرای
خط میناتومیرای (انگلیسی: Minatomirai Line) یک خط قطار شهری زیرزمینی در شهر یوکوهاما، ژاپن است.
این خط که در سال ۲۰۰۴ تأسیس شده، دارای ۶ ایستگاه و ۴/۱ کیلومتر طول می‌باشد.

## نگارخانه

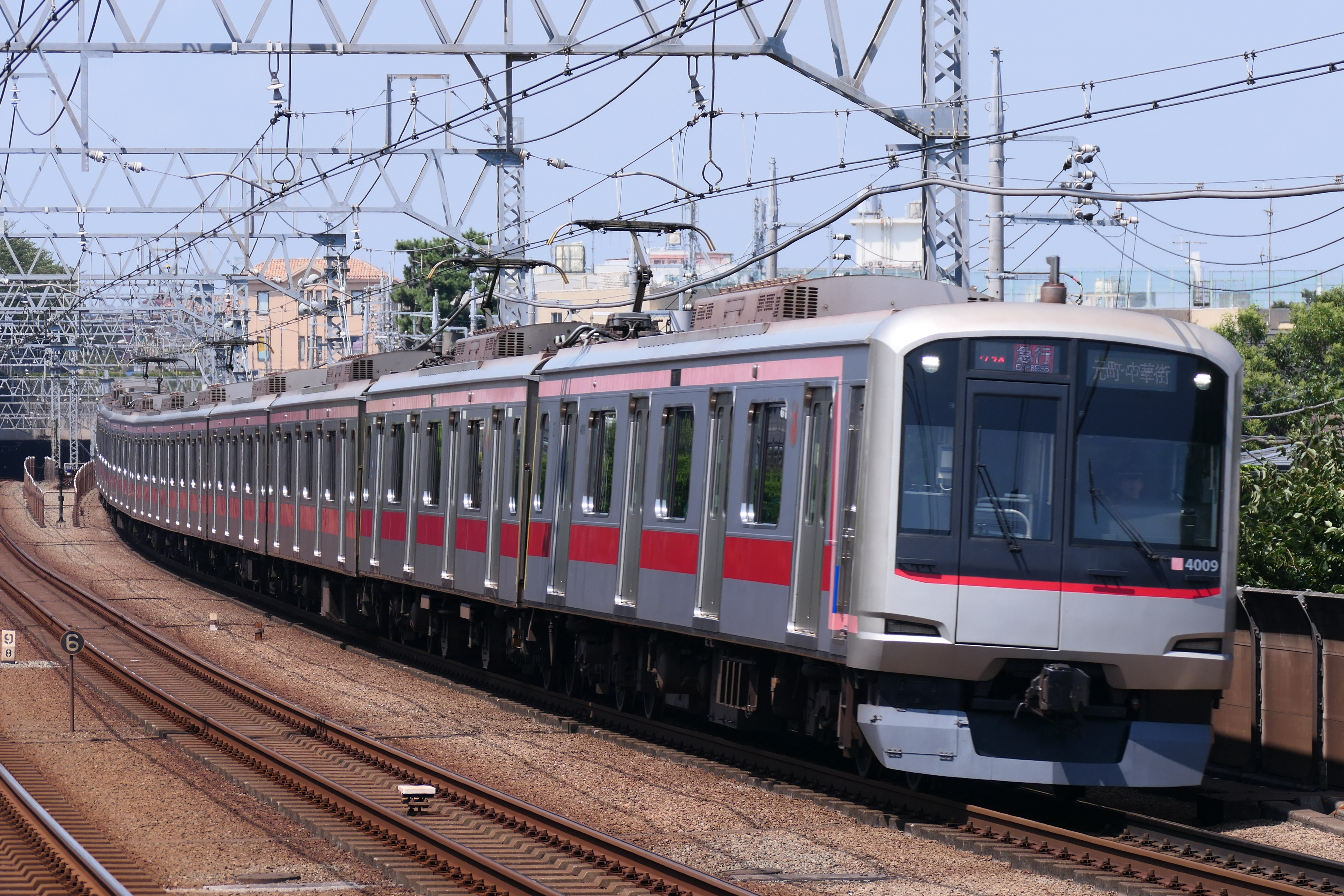
Tokyu 5050-4000 series
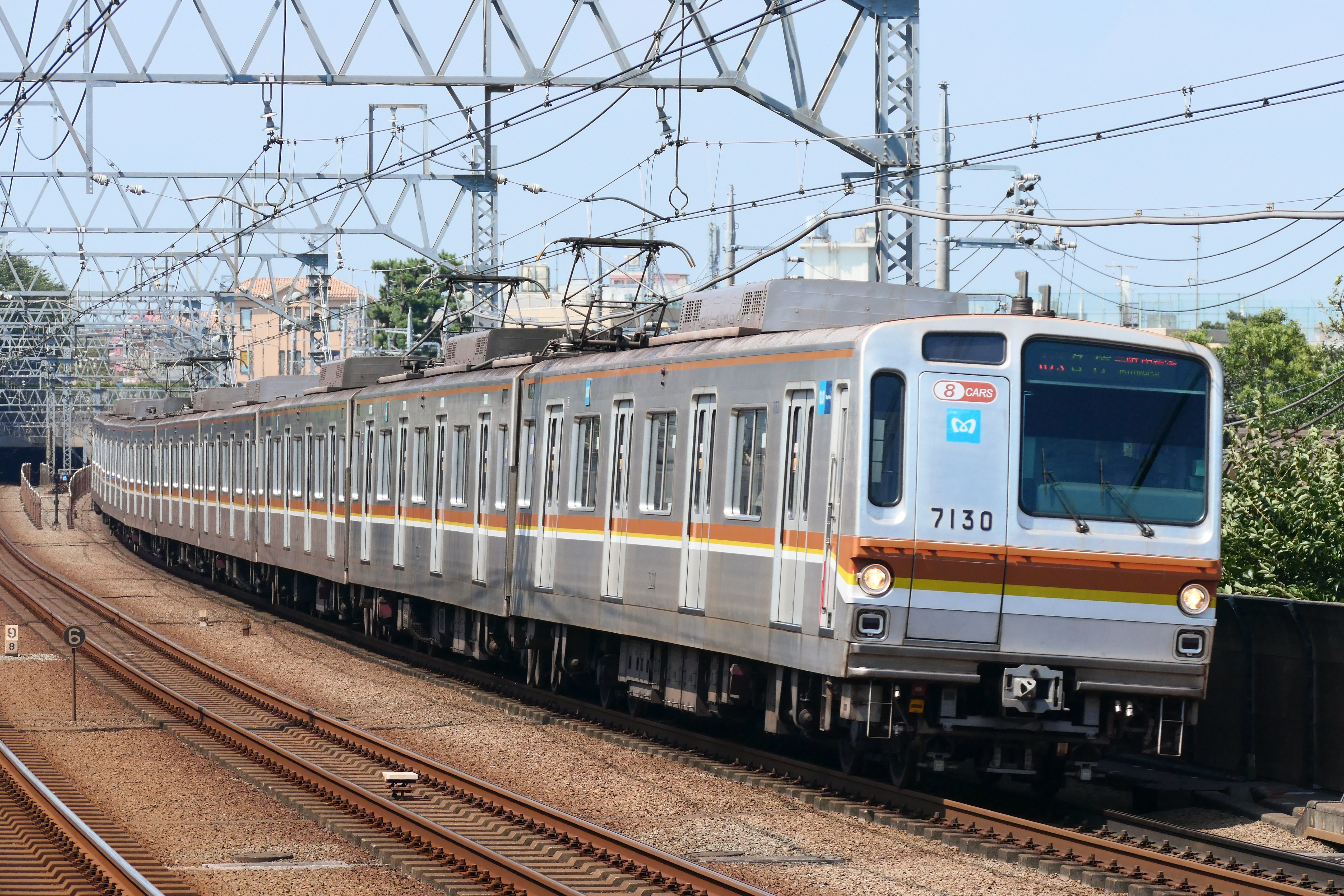
Tokyo Metro 7000 series
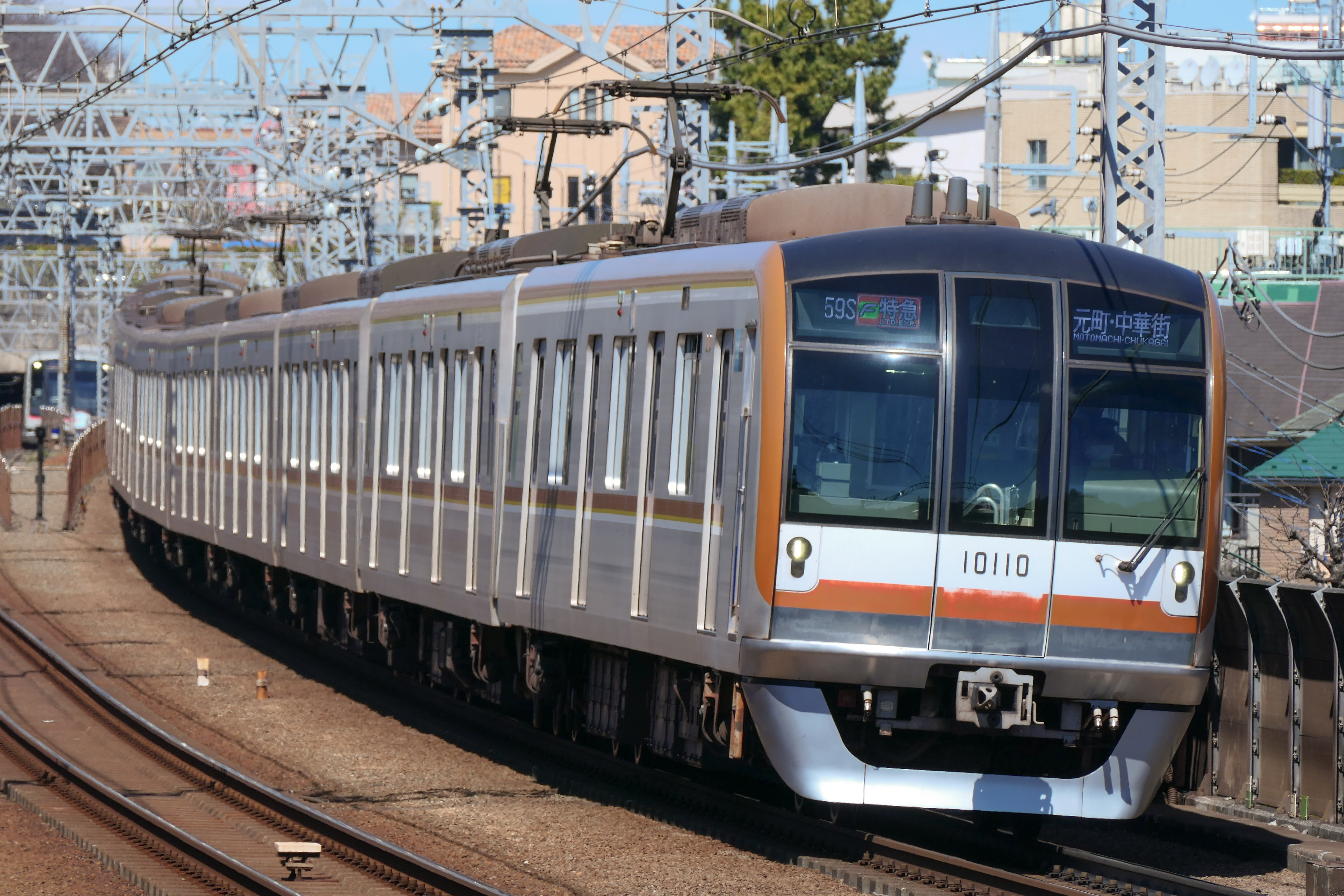
Tokyo Metro 10000 series
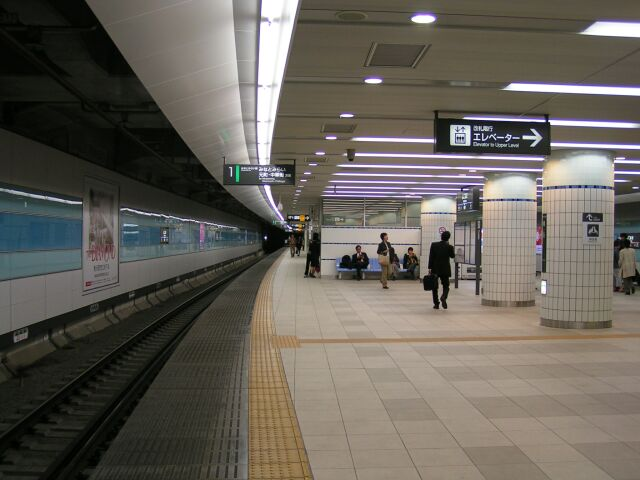
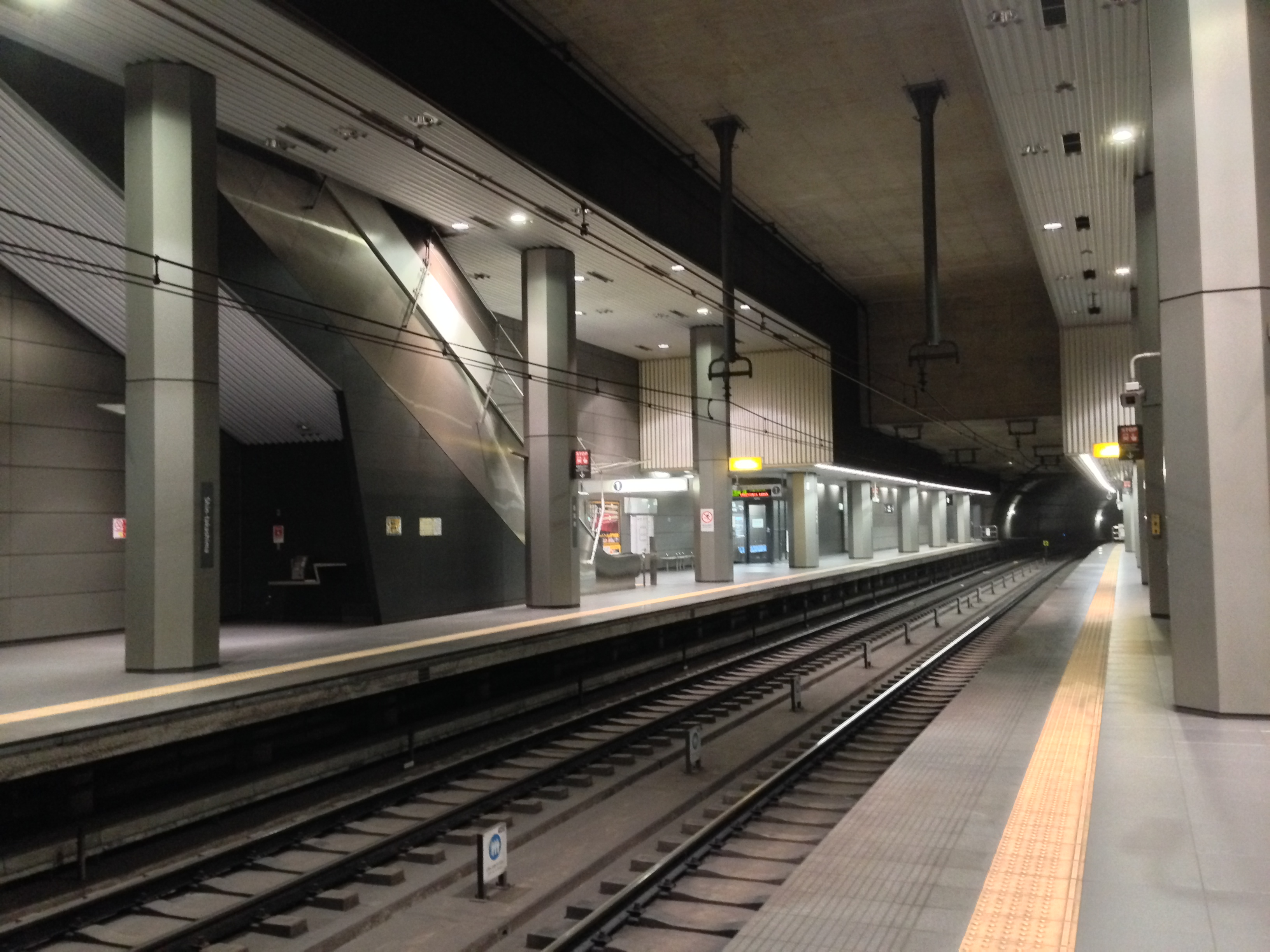
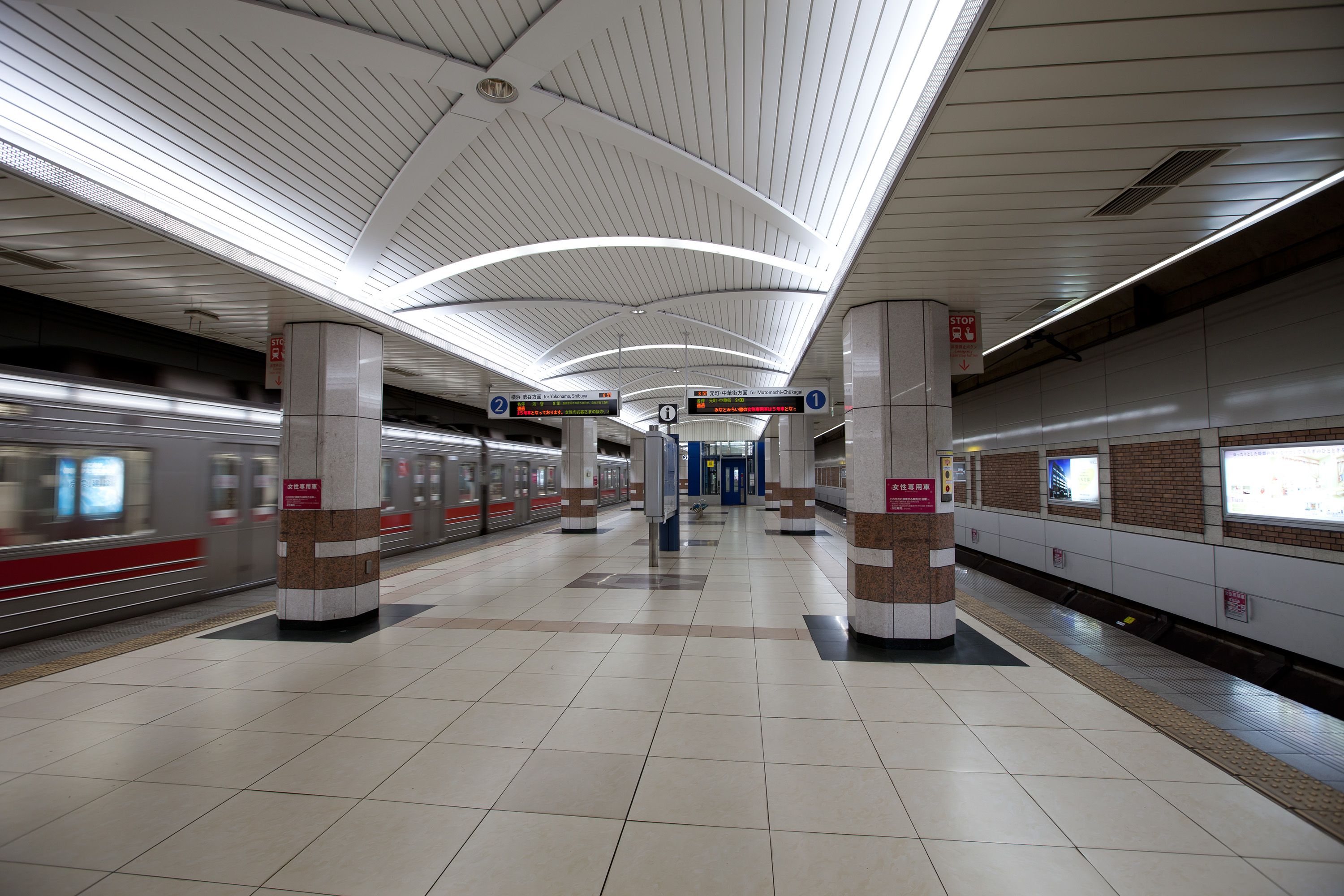
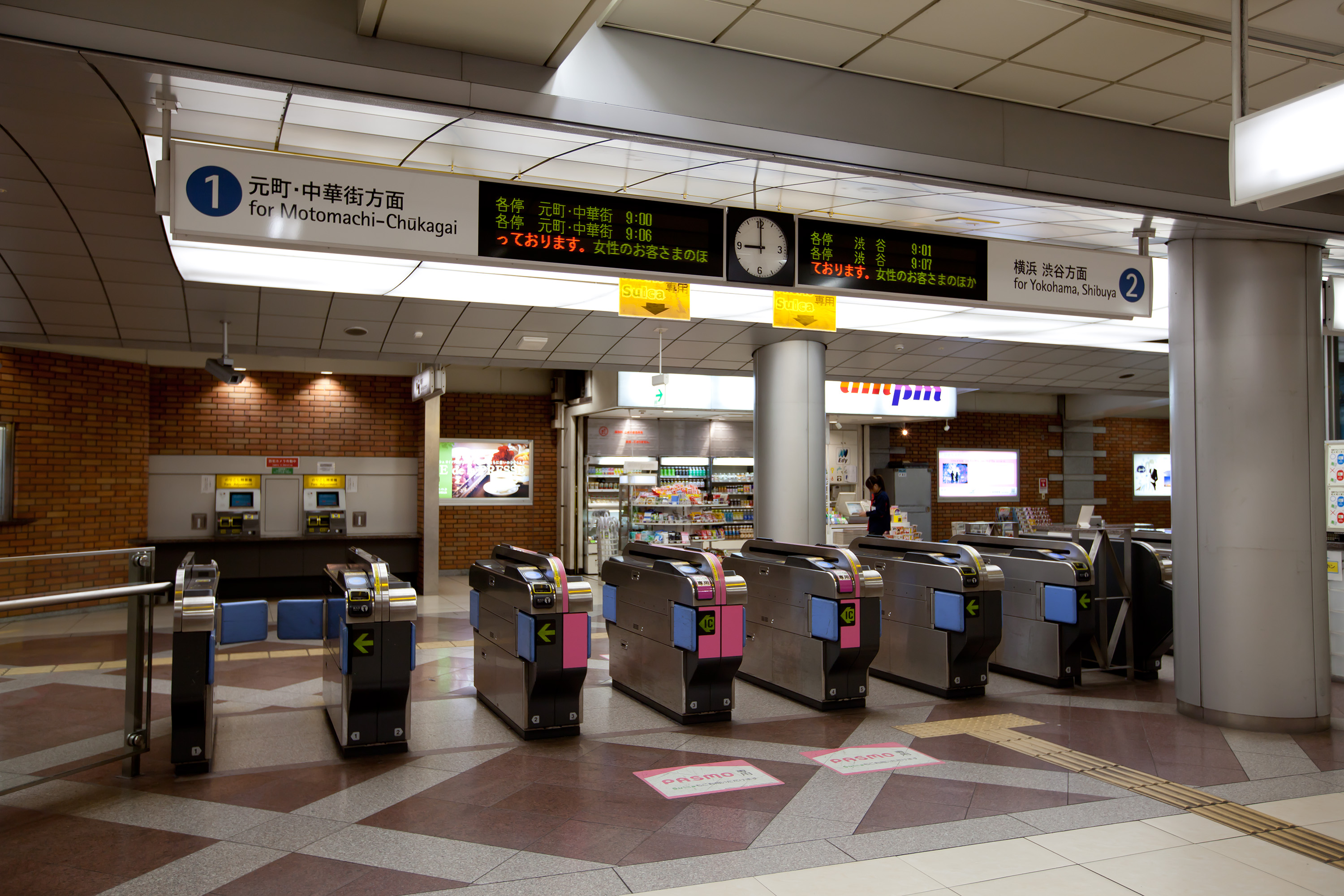
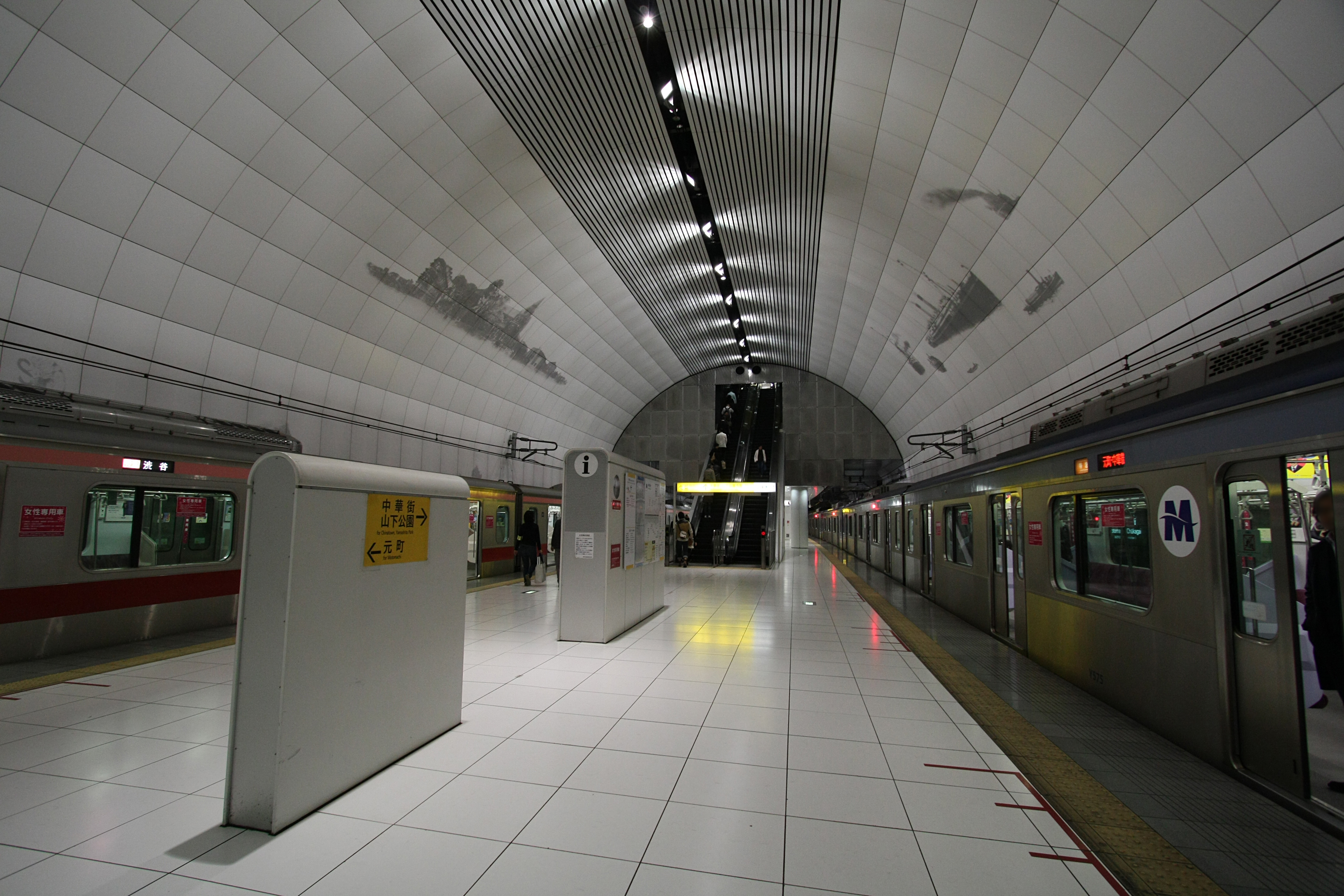
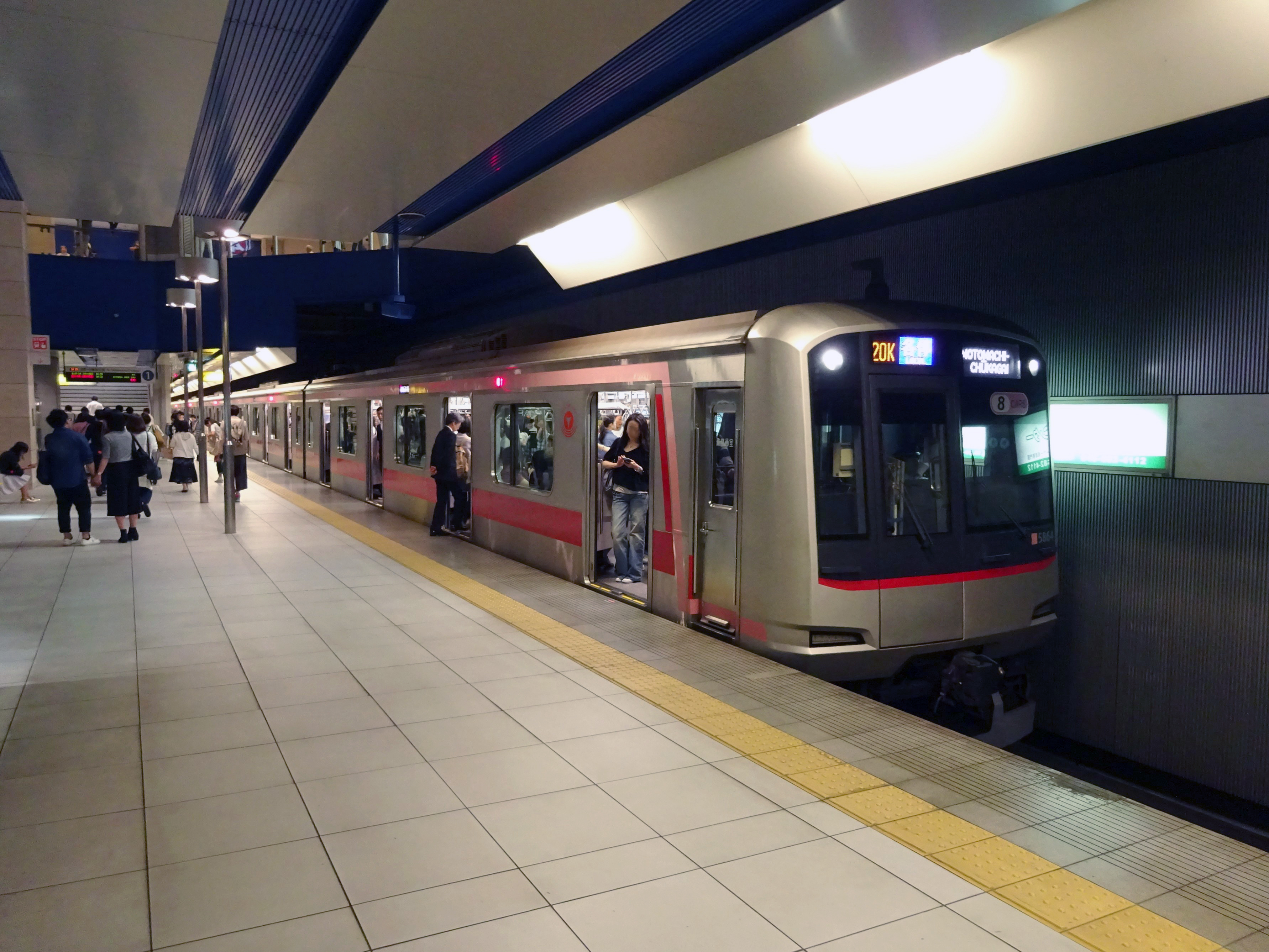
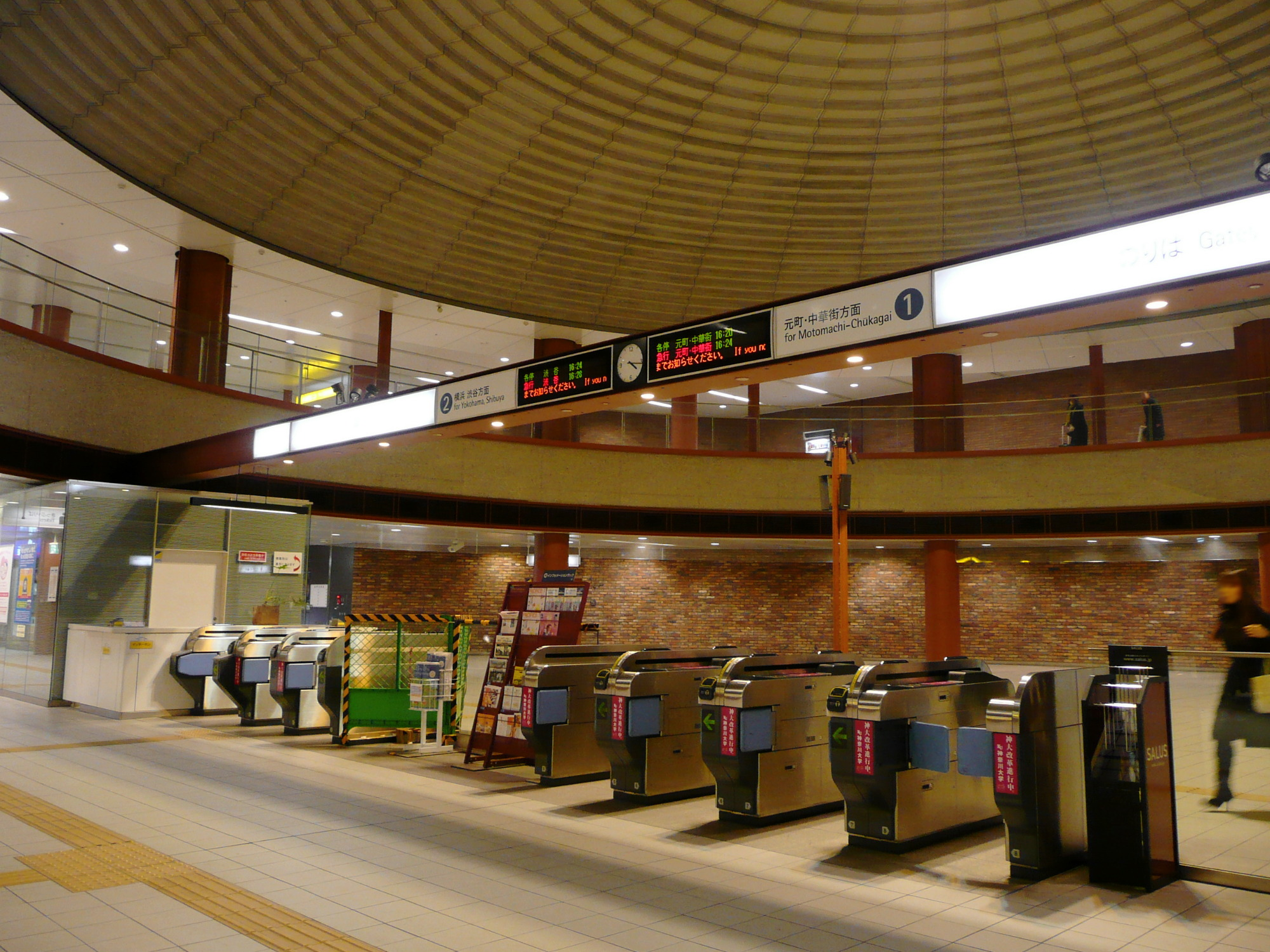
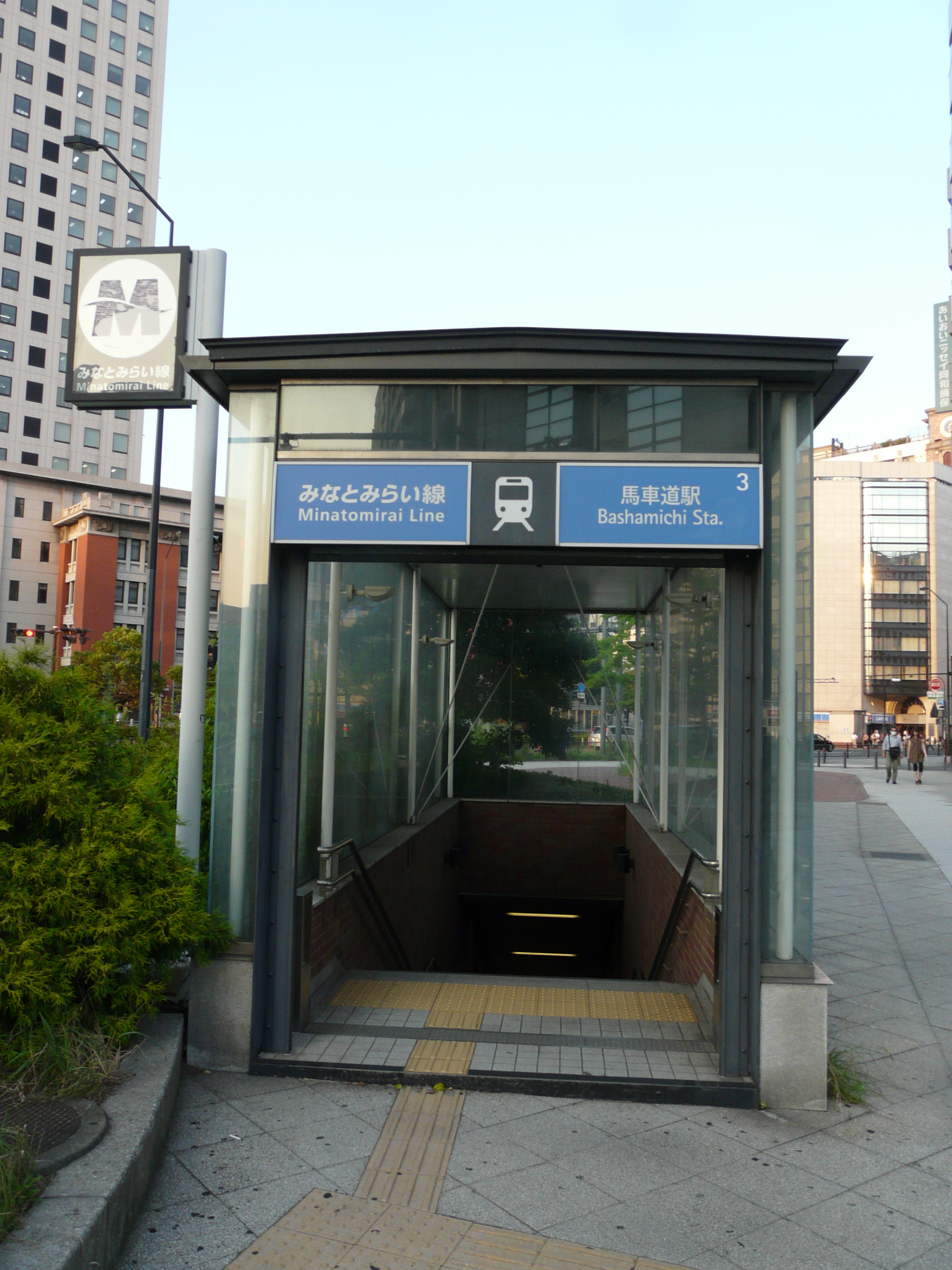